# Wolfgang Kirchgässner

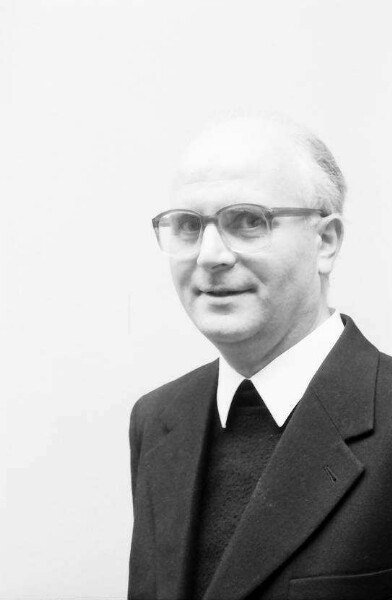
Wolfgang Kirchgässner (1979)

Wolfgang Kirchgässner (* 1. Juni 1928 in Mannheim; † 26. März 2014 in Freiburg im Breisgau) war ein deutscher Geistlicher und römisch-katholischer Weihbischof in Freiburg.

## Leben
Wolfgang Kirchgässner, Sohn des Postbeamten Eugen Kirchgässner aus Mannheim, studierte Katholische Theologie und Philosophie am Collegium Borromaeum. Er empfing am 30. Mai 1954 die Priesterweihe. Nach seinem Vikariat in Lörrach und Karlsruhe wurde er 1963 persönlicher Sekretär von Erzbischof Hermann Schäufele. 1963 wechselte er in die Seelsorge und war Pfarrer in Laufenburg, ab 1969 Dekan des Dekanats Bad Säckingen. 1974 übernahm er die Leitung der Pastoralen Planung im Erzbischöflichen Ordinariat in Freiburg. Er engagierte sich insbesondere für Neustrukturierung der Erzdiözese, die durch die Verwaltungsreform notwendig geworden war. 1977 wechselte er auf die Pfarrstelle am Breisacher Stephansmünster und war zudem Dekan des Dekanats Breisach-Endingen.
Papst Johannes Paul II. ernannte ihn am 29. November 1979 zum Titularbischof von Druas und zum Weihbischof in der Erzdiözese Freiburg im Breisgau. Am 10. Februar 1980 spendete ihm Erzbischof Oskar Saier die Bischofsweihe; Mitkonsekratoren waren der Weihbischof der Erzdiözese Freiburg im Breisgau, Karl Gnädinger, und Weihbischof Anton Herre aus Rottenburg-Stuttgart. Sein Wahlspruch war „Für die Menschen bestellt“.
Er war als Bischofsvikar für das Ordenswesen zuständig. Zudem war er Vorsitzender des Caritasverbandes für die Erzdiözese Freiburg. 1981 wurde er Dompropst des Freiburger Domkapitels.
Am 31. Dezember 1998 wurde seinem Ruhestandsgesuch durch Papst Johannes Paul II. stattgegeben. Er lebte zuletzt im Mutterhaus St. Lioba der Benediktinerinnen in Günterstal und war Hausgeistlicher des Klosters.
Die Exsequien im Freiburger Münster sowie die anschließende Beisetzung in der Bischofsgruft fanden am 3. April 2014 statt.